# Marcówka
Marcówka ist eine Ortschaft mit einem Schulzenamt der Gemeinde Zembrzyce im Powiat Wadowicki der Woiwodschaft Kleinpolen in Polen.

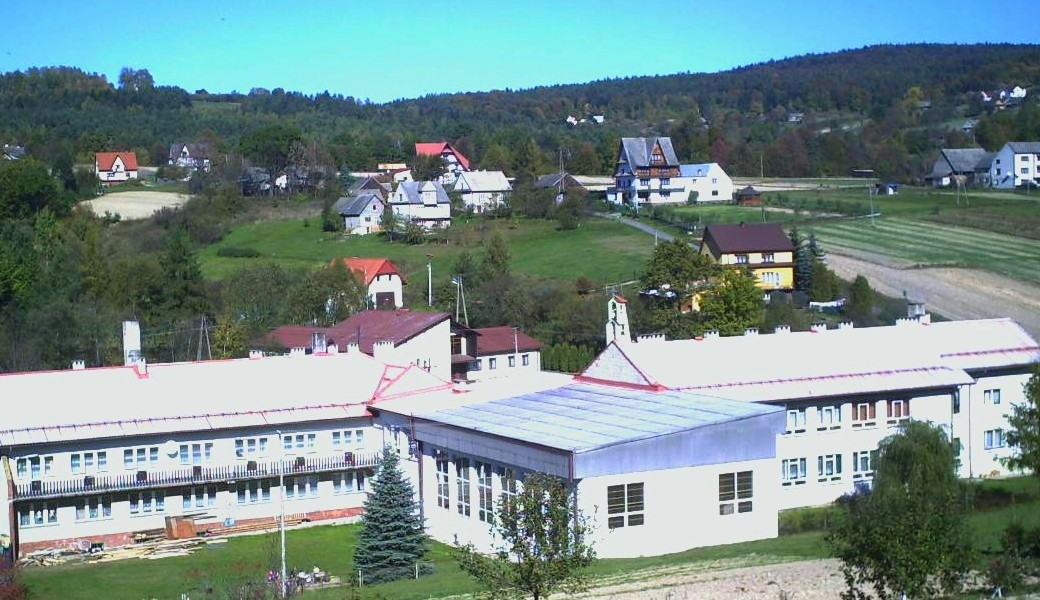
Schule in Marcówka

## Geographie
Der Ort liegt in den Beskid Makowski (Makower oder Mittelbeskiden), südwestlich des Bergs Chełm (603 m). Die Nachbarorte sind Stryszów im Norden, Zachełmna im Osten, Budzów im Südosten, Zembrzyce im Südwesten, sowie Dąbrówka im Nordwesten.

## Geschichte
Der Ort wurde im Jahr 1411 als Marczowca, ein Dorf im Herzogtum Auschwitz, erstmals urkundlich erwähnt. Der diminutive besitzanzeigende Name ist vom Personennamen Marzec (auch der polnische Name des Monats März) abgeleitet.
Ab 1445 gehörte es zum neuen Herzogtum Zator, nominell unter der Lehnsherrschaft des Königreichs Böhmen. Es wurde im Jahr 1494 an den polnischen König verkauft. Anschließend wurde das Herzogtum Auschwitz-Zator im Jahr 1564 völlig dem Königreich Polen angeschlossen, als Kreis Schlesien der Woiwodschaft Krakau, ab 1569 in der polnisch-litauischen Adelsrepublik.
Im 16. Jahrhundert wurden einige Rodungsweiler in Marcówka von Walachen gegründet. Danach hatte das Dorf sehr unregelmäßige Bebauung.
Bei der Ersten Teilung Polens kam Marcówka 1772 zum neuen Königreich Galizien und Lodomerien des habsburgischen Kaiserreichs (ab 1804). Ab 1782 gehörte es dem Myslenicer Kreis (1819 mit dem Sitz in Wadowice). Nach der Aufhebung der Patrimonialherrschaften bildete es nach 1850 eine Gemeinde im Bezirk Wadowice.
1918, nach dem Ende des Ersten Weltkriegs und dem Zusammenbruch der k.u.k. Monarchie, kam Marcówka zu Polen. Unterbrochen wurde dies nur durch die Besetzung Polens durch die Wehrmacht im Zweiten Weltkrieg. Es gehörte dann zum Distrikt Krakau des Generalgouvernements.
Von 1975 bis 1998 gehörte Marcówka zur Woiwodschaft Bielsko-Biała.